# Uffe Steiner Jensen
Uffe Steiner Jensen (født 12. september 1948 i Vinkel ved Viborg) er civilingeniør og tidligere borgmester i Fredericia Kommune, valgt for Socialdemokraterne mellem 1998 og 2009.
Uffe Steiner Jensen er uddannet civilingeniør på Polyteknisk Læreanstalt i 1975. Han har arbejdet for Forskningscenter Risø og Eltra, hvor han var afdelingsingeniør. Han er gift med Ellen Jensen. Parret har to voksne børn, Marie og Anne.
Politisk har han en lang række poster bag sig, bl.a. har han været medlem af sit partis hovedbestyrelse. Siden 1990 har han været medlem af Fredericia Byråd, hvor han har været gruppeformand, økonomiudvalgsmedlem, formand for kommunens planudvalg, folkeoplysningsudvalg og havneudvalg. 